# Rico Saccani

Rico Saccani

Rico Saccani (* 16. April 1952 in Tucson) ist ein US-amerikanischer Dirigent italienischer Herkunft.
Nachdem er den Internationalen Herbert-von Karajan-Wettbewerb in Berlin gewonnen hatte, trat Saccani mit dem Berliner und dem Stuttgarter Rundfunkorchester, der Königlich Dänischen Philharmonie und beim Spoleto-Festival auf. 1985 debütierte er als Operndirigent mit Verdis Un giorno di regno am Teatro Filarmonico di Verona. Von 1985 bis 2005 war er Erster Gastdirigent der Ungarischen Staatsoper und von 1996 bis 2005 musikalischer Leiter des Budapester Philharmonieorchesters. Für seine Verdienste um das ungarische Kulturleben wurde er 2005 mit dem Orden der Ungarischen Ehrenlegion ausgezeichnet.
Als Gastdirigent trat Saccani u. a. mit dem Bayerischen Rundfunkorchester, der Tschechischen Philharmonie, der Irischen Nationalsymphonie, dem Tokyo Philharmonic Orchestra, den Orchestern von Madrid und Bilbao, dem Kölner Gürzenich-Orchester, dem Genfer Kammerorchester, dem Orchester des Mannheimer Nationaltheaters, dem Orchester der Oper Marseille und dem Franz-Liszt-Kammerorchester auf. Auf CD spielte er u. a. Werke von Robert Schumann, Ottorino Respighi, Giuseppe Verdi, Gustav Holst, Richard Strauss, Edward Elgar, Jean Sibelius und Franz Schubert ein. 2011 erschien seine Autobiographie Made in Italy: The Story of an American Conductor.